# 西桜谷村
西桜谷村（にしさくらだにむら）は滋賀県蒲生郡にあった村。現在の日野町の北西端、佐久良川の中流域にあたる。

## 地理
- 河川：佐久良川

## 歴史
- 1894年（明治27年）5月12日 - 桜谷村が分割し、大字安部居・中在寺・北脇・蓮花寺・野出の区域をもって発足。
- 1955年（昭和30年）3月16日 - 日野町・東桜谷村・西大路村・鎌掛村・南比都佐村・北比都佐村と合併し、改めて日野町が発足。同日西桜谷村廃止。